# Dithecodes mys
Dithecodes mys är en fjärilsart som beskrevs av Louis Beethoven Prout 1918. Dithecodes mys ingår i släktet Dithecodes och familjen mätare. Inga underarter finns listade i Catalogue of Life.